# Stevnsfortets Skole
Stevnsfortets Skole  er en sikret døgninstitution for børn og unge, der drives efter servicelovens § 67, stk. 3. e. Den har 15 pladser, og   er hverdagen for kriminelle under 18 år. Den er indrettet i de tidligere mandskabsbygninger der hørte til Stevnsfortet. For omkring  80-90 % af de anbragte unge er der tale om varetægtssurrogat  hvor formålet er en anbringelse i et socialt tilbud, frem for i et arresthus eller fængsel sammen med voksne, der er anklaget eller dømt for kriminalitet.

## Eksterne kilder og henvisninger
- Servicedeklaration for Stevnsfortet 2013 Arkiveret 9. maj 2013 hos  Wayback Machine
- Bag hegn tråd og tremmer på Stevnsfortet (Webside ikke længere tilgængelig)  P4 Sjælland 8. december 2011

|  | Denne artikel om en bygning eller et bygningsværk kan blive bedre, hvis der indsættes et (bedre) billede. Du kan hjælpe ved at afsøge Wikimedia Commons for et passende billede eller lægge et op på Wikimedia Commons med en af de tilladte licenser og indsætte det i artiklen. |

55°16′00″N 12°24′26″Ø / 55.26657°N 12.40723°Ø